# 川島理一郎

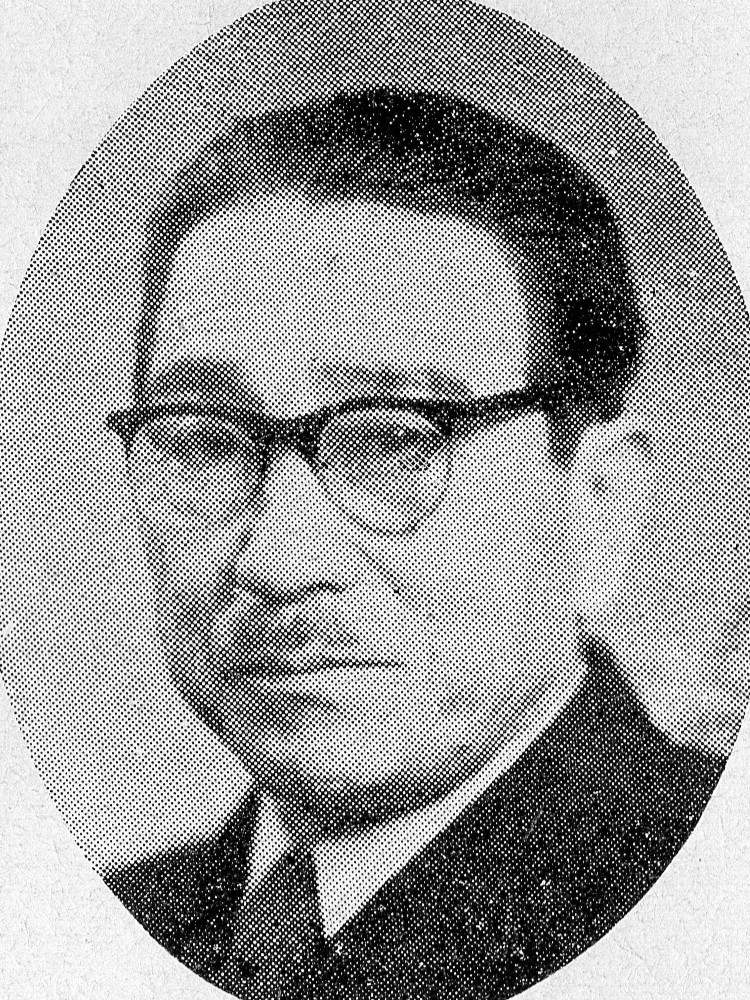
川島理一郎

川島 理一郎（かわしま りいちろう、1886年〈明治19年〉3月9日 - 1971年〈昭和46年〉10月6日）は、日本の洋画家。栃木県足利市出身。

## 来歴
1886年3月9日、栃木県足利市に生まれる。1890年、祖父母と共に東京へ転居。
1905年、アメリカへ渡り、ワシントンのコーコラン美術学校に入学、1910年に同校卒業。なお、同校在学中の1906年にはニューヨークのナショナル・アカデミー・オブ・デザインへ特待生として学び、褒状を得ている。
1911年にはフランスへ渡って、まずはパリのアカデミー・ジュリアンへ、その後アカデミー・コラロッシに学ぶ。翌1912年にサロン・ドートンヌで入選した。この時期、フランス当地のフォーヴィスム、キュビスムの新運動隆盛に刺激を受け、パブロ・ピカソ、藤田嗣治などと交友を結んだ。
また、このフランス滞在中の1915年に第一次世界大戦が開戦したため、オシップ・ザッキンや藤田嗣治などと共に赤十字に参加したが活動中に罹患し、スペインで静養した。スペインを出てからはアフリカやモロッコへの旅行を経てアメリカを経由し1919年に帰国、このとき個展を開催している。
1920年に再度フランスへ渡り、1922年まで2年間滞在した。フランス滞在中にはサロン・ドートンヌに入選している。1922年に帰国しヨーロッパ滞在中に描いた作品200点を持ち帰ったが、これらは全て関東大震災により焼失した。1924年にもヨーロッパへ渡り、フランス、イタリア、スペインを旅行している。
1926年、梅原龍三郎と共に「国画創作協会第二部」（後の国画会）を創設。盛んに作品を出品するが、1935年に同会を脱会する。
1936年に女子美術学校の教授に就任。また翌1937年には文展の審査員を依嘱される。
1938年、大日本帝国陸軍の従軍画家となり、同年中には中国北部へ、翌1939年は中国南部へ派遣される。この従軍期間中も文展への出品と審査員を続けた。
1939年4月、陸軍美術協会が発足するに当たり発起人の一人として名を連ねる。また、1940年には個人として満州国皇帝に図画を献上している。
その後も陸軍軍人としてタイやベトナムへ派遣され続けたほか、1942年には当時のタイ首相への贈呈画使節として派遣、1943年からはフィリピンへ派遣。
同地での経験を基に『新生比島建設』を製作し、1944年に開催された第2回陸軍美術展に出品した。なお同作品は終戦後、連合国軍最高司令官総司令部が軍国主義的なものであるとして没収、他の戦争画とともにアメリカ合衆国に持ち出された。1970年になり、無期限貸与という形で日本に返還され東京国立近代美術館に収蔵されている。
1948年日本芸術院第一部会員に決定、1949年日展運営会理事、1958年日展理事、1965年勲三等瑞宝章受章、1969年日展顧問、没後従四位勲三等旭日中綬章。

## 著書・画集
- 『最新油絵の描き方』中央美術社、1926年。国立国会図書館サーチ：R100000002-I000000592431。
- 『川島理一郎画集』アトリヱ社、1933年。国立国会図書館サーチ：R100000002-I000000740783。
- 『旅人の眼』竜星閣、1936年。国立国会図書館サーチ：R100000002-I000000723594。
- 『緑の時代』竜星閣、1938年。国立国会図書館サーチ：R100000002-I000000734685。
- 『北支と南支の貎』竜星閣、1940年。国立国会図書館サーチ：R100000001-I42111007015054197。
- 『緑の感覚』淡路書房、1947年。国立国会図書館サーチ：R100000136-I1130000794990859904。
- 『自選デッサン集』建設社、1947年。国立国会図書館サーチ：R100000001-I01111009710085556。
- 『美術の都・パリ』美術出版社、1952年。国立国会図書館サーチ：R100000002-I000000887286。
- 『川島理一郎画集』日動出版部、1973年。国立国会図書館サーチ：R100000002-I000001278956。